# Adolf Pohl
Adolf Pohl (11. března 1875 Nové Hamry – 30. dubna 1933 Proboštov) byl československý politik německé národnosti, meziválečný poslanec Národního shromáždění za Německou sociálně demokratickou stranu dělnickou v ČSR.

## Biografie
Narodil se v dnešních Nových Hamrech v Krušných horách. V letech 1890–1908 pracoval jako horník. Později byl sociálně demokratickým stranickým tajemníkem ve Falknově. V této funkci působil do vypuknutí světové války, v níž bojoval na ruské frontě, kde přišel o nohu. Když se vrátil z armády, stal se roku 1916 vedoucím tajemníkem Svazu horníků a tuto funkci zastával až do své smrti. Podle údajů k roku 1929 byl tajemníkem horníků v Trnovanech.
V parlamentních volbách v roce 1920 získal za Německou sociálně demokratickou stranu dělnickou v ČSR poslanecké křeslo v Národním shromáždění. Mandát obhájil v parlamentních volbách v roce 1925 a parlamentních volbách v roce 1929. Byl místopředsedou poslaneckého klubu německé sociální demokracie. V roce 1931 vyvolal kontroverzi svými výroky ve sněmovně, v nichž reagoval na zprávy o německo-rakouské celní unii tím, že mírové smlouvy nejsou nedotknutelné a mohou být revidovány.
Zemřel na zánět pohrudnice v dubnu 1933. Smuteční obřad se konal v hornickém domě ve Falknově. Tělo pak mělo být převezeno do krematoria v Mostu. Po jeho smrti získal jeho poslanecký mandát jako náhradník Johann Baumgartl.